# 卡森鎮區 (伊利諾伊州費耶特縣)
卡森鎮區（英語：Carson Township）是位於美國伊利諾伊州費耶特縣的一個行政鎮區。

## 地方資料
根據2010年美國人口普查的數據，卡森鎮區的面積為46.20平方千米，當中陸地面積為46.12平方千米，而水域面積為0.08平方千米。當地共有人口139人，而人口密度為每平方千米3.01人。